# Mária Izabella Anna nápolyi és szicíliai hercegnő
Mária Izabella Anna (Gaeta, Nápolyi Királyság, 1743. április 30. – Nápoly, Nápolyi Királyság, 1749. március 5.), VII. Károly nápolyi király (V. Károly néven szicíliai király is volt) és Szászországi Mária Amália harmadik leánya. Mivel még apja spanyol trónralépése előtt elhunyt mindössze ötesztendős korában, így nem viselhette a Spanyolország infánsnője titulust.

## Életrajza

### Családja, származása

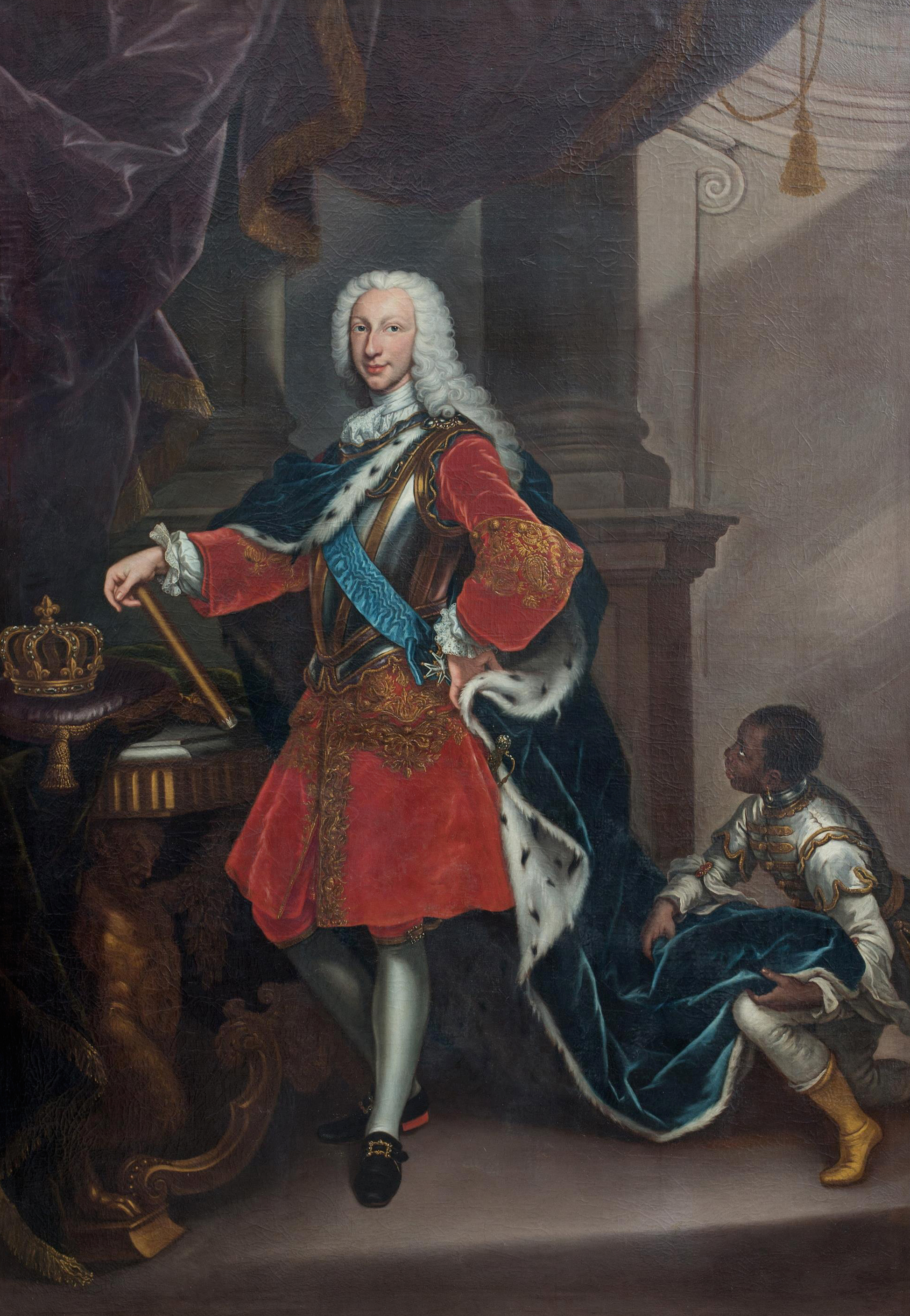
A hercegnő édesapja, a későbbi III. Károly spanyol király 1738-ban, még Nápoly és Szicília királyaként

Mária Izabella Anna az 1735 óta a Nápolyi és a Szicíliai Királyságok trónján ülő VII. Károly király harmadik gyermeke volt. Édesanyja Szászországi Mária Amália, III. Ágost lengyel király leánya volt. Apai nagyapja V. Fülöp, aki az első Bourbon-házi spanyol monarcha volt.
A hercegnő 1743. április 30-án született a Gaeta városában található királyi rezidencián. Születésekor szülei első két gyermeke már nem élt. Nevét az 1742 novemberében elhunyt legidősebb nővére után kapta. Születését csekély örömmel fogadta a nápolyi királyi udvar, révén, hogy az első két gyermek után újból egy leány érkezett. Mária Izabella után további két leánygyermek született: Mária Jozefa 1744-ben, majd Mária Ludovika 1745-ben. A várva várt trónörökös, Calabria hercege végül 1747-ben látta meg a napvilágot, akit a hercegnő életében további egy fiú, a későbbi IV. Károly spanyol király követett. Mária Izabella korai halála után szüleinek további hat gyermeke született még.
A kis hercegnő mindössze ötesztendős volt, amikor 1749. március 5-én elhunyt a nápolyi királyi palotában. Nyughelye a Szent Klára-bazilika lett. Tíz évvel Mária Izabella halála után nagybátyja, VI. Ferdinánd spanyol király is elhunyt 1759 augusztusában. Mivel nem volt saját fia, így a trónt öccse, a hercegnő édesapja örökölte III. Károly néven. Mivel mindez már a hercegnő halála után történt, így Mária Izabella Anna sosem viselhette a spanyol királyi család tagjainak járó infánsnői titulust.